# Praia Arroio Seco
Arroio Seco is een resort en strand in de gemeente Arroio do Sal in de Braziliaanse deelstaat Rio Grande do Sul.